# Nintendo Entertainment Systems historia

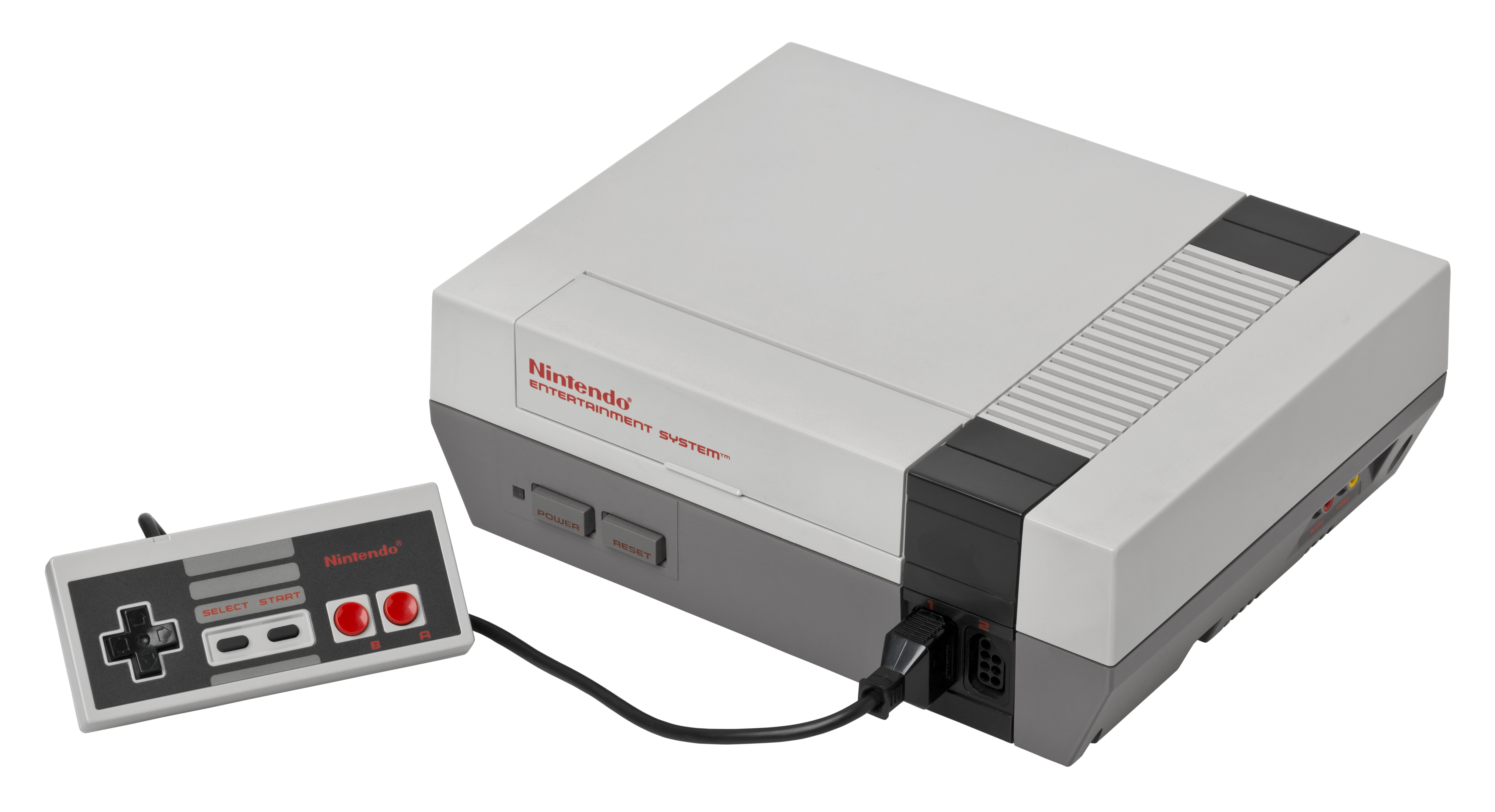
NES

Nintendo Entertainment Systems historia pågick i 20 år, 1983–2003. Nintendo lanserade 8-bitarsspelmaskinen Nintendo Entertainment System (NES) i Nordamerika, Europa, Australien, Asien, och Brasilien. I Japan, Filippinerna, Taiwan, Vietnam och Singapore hette den Nintendo Family Computer (任天堂ファミリーコンピュータ) eller Famicom (ファミコン).

## Början (1982–1984)
I slutet av 1970-talet och början av 1980-talet blev datorspel allt populärare i västvärlden, och dess marknad upplevde en snabb ekonomisk tillväxt. Allt fler barn tillbringade större delar av sin fritid vid videospel snarare än att gå ut på gräsplanen och spela fotboll eller vara ute och cykla om sommaren eller åka kälke i backen om vintrarna, fastän uteaktiviteterna ännu kring 1975 sågs som självklara. Det kom konsoler som Fairchild Channel F, släppt 1976, och Atari 2600, släppt 1978 och Intellivision, släppt 1980, vilka snabbt blev populära. Nintendo hade i början av 1980-talet framgångar med arkadspel som Donkey Kong och de små bärbara spelen Game & Watch, och ville bygga en egen spelmaskin för hemmabruk. Famicom utkom i Japan den 15 juli 1983, och kostade ¥ 14 800. Konsolen segrade i konsolkrig mot huvudkonkurrenten Sega Master System då Famicom sålde mycket bättre. I slutet av 1984 hade Nintendo sålt över 2,5 miljoner Famicom-maskiner på den japanska marknaden.

## Internationell marknadsföring (1984–1987)

### Nordamerika
TV-spelskraschen i Nordamerika 1983 kom, och många såg videospel som en "trend" som de trodde snart skulle försvinna. Persondatorer hade börjat bli populära, och även dessa innehöll möjligheten att spela spel på. Why buy just a video game? (Varför bara köpa ett videospel?) löd en berömd slogan i samtida reklam för persondatorer. I juni 1985, på Consumer Electronics Show (CES) visade Nintendo den nordamerikanska versionen av Famicom. Den 18 oktober 1985 lanserade Nintendo hemvideospelskonsolen Famicom i New York City i delstaten New York i USA, under namnet "Nintendo Entertainment System". Framgångarna gjorde att maskinen kunde lanseras i hela USA i februari 1986, och samtidigt utkom den i Kanada. Nintendo markerade 18 lanseringstitlar 10-Yard Fight, Baseball, Clu Clu Land, Donkey Kong Jr. Math, Duck Hunt, Excitebike, Golf, Gyromite, Hogan's Alley, Ice Climber, Kung Fu, Mach Rider, Pinball, Stack-Up, Super Mario Bros., Tennis, Wild Gunman och Wrecking Crew.

### Europa och Australasien
NES utkom också i Europa, men fick där se sig besegrad av Sega Master System. NES sålde bättre än Sega Master System i Australien, men med mycket mindre marginaler än i Nordamerika. I Ryssland utkom NES aldrig officiellt, utan bara som klonen Dendy. För vidare lansering delade Nintendo in Europa och Australasien i två regioner. Den första regioner bestod av Frankrike, Västtyskland, Norge, Danmark och Sverige, och där släpptes NES under 1986. I den andra regionen, som bestod av Storbritannien, Republiken Irland, Italien, Australien och Nya Zeeland släpptes NES 1987.
I Sverige släpptes NES den 1 september 1986, och kallades officiellt Nintendo videospel. Distribution i Sverige hanterades av Bergsala som varit generalagent för Nintendo sedan 1981 och framgångsrika med Game & Watch.

### Sydkorea
I Sydkorea licenserades maskinen av Hyundai Electronics (sedan 2001: Hynix) som Comboy, på grund av de förbud mot import av japanska "kulturprodukter" som Sydkorea införde efter andra världskriget, vilket upphävdes 1998. Lagstiftningen fick därför kringgås genom att licenseras av en icke-japansk distributör.

### Sovjetunionen och Ryssland
I Ryssland släpptes maskinen aldrig officiellt. Däremot fanns i Sovjetunionen i slutet av 1980-talet och början av 1990-talet en klon som kallades Dendy.

## Ledande inom en industri (1987–1990)
NES dominerade totalt i USA i slutet av 1980-talet och början av 1990-talet. Nintendo dominerade videospelsmarknaden under andra halvan av 1980-talet. Spelet Super Mario Bros. 3 inbringade över $500 USA-dollar och sålde över 7 miljoner exemplar i Amerika och fyra miljoner exemplar i Japan, vilket gjorde den till videospelshistoriens mest framgångsrika enskilda konsol. 1990 hade NES nått större användarbredd i USA än någon tidigare konsol, och slog enkelt det tidigare rekordet med Atari 2600 1982. Budgetöverskottet gjorde att Nintendo det året passerat Toyota som Japans mest framgångsrika företag.

## "Skymningsåren" (1990–1995)
1988 lanserade Sega sin 16-bitarsspelmaskin Sega Mega Drive. Nintendo svarade med att 1990 släppa Super NES, och NES började minska i popularitet. 1991 släpptes Super NES i USA och i de flesta av Europas länder 1992 tappade NES position och slutade några år senare att tillverkas.

## Nedgång och upphörande (1995–2003)
Då NES dalat i popularitet åren 1991–1995 upphörde NES att säljas i Nordamerika 1995. I Sverige slutade NES att säljas 1996 och totalt såldes 420 000 exemplar i Sverige. Famicom slutade tillverkas 2003 i Japan. Maskinens stora spridning har under senare tid orsakat en allt större kult- och retrostatus. Produktionen upphörde i Japan i oktober 2003.

## I dag
2006 meddelande Nintendo om planer på att överföra berömda NES-titlar via nedladdningsservicen Virtual Console till konsolen Wii. Bland titlarna finns Mario Bros., The Legend of Zelda och Donkey Kong. Några månader därpå utkom även Super Mario Bros., Punch-Out!! och Metroid. I oktober 2007 meddelade Nintendo of Japan att man inte längre kommer att reparera trasiga Famicomsystem, detta efter ökad brist på nödvändiga delar.

### Fotnoter
1. ↑  Martin Lindell (30 mars 2019). ”Game & Watch i Sverige”. Martin Lindell. https://martinlindell.com/2019/03/30/game-watch-i-sverige/. Läst 11 december 2023.
2. ↑  Lindell, Martin (2015). 8 bitar på 80-talet: Nintendos marsch in i de svenska hemmen. sid. 76. Läst 11 december 2023
3. ↑  Earnest Cavalli (17 oktober 2007). ”This is the end, my only friend: Nintendo drops NES support” (på engelska). Destructoid. Arkiverad från originalet den 1 november 2018. https://web.archive.org/web/20181101213026/https://www.destructoid.com/this-is-the-end-my-only-friend-nintendo-drops-nes-support-49596.phtml. Läst 12 oktober 2017.
4. ↑  Mark Raby (2 november 2007). ”Nintendo closes down NES repair shop” (på engelska). Tomshardware. Arkiverad från originalet den 12 oktober 2017. https://web.archive.org/web/20171012201834/http://www.tomshardware.co.uk/Nintendo-NES-Famicom,news-26744.html. Läst 12 oktober 2017.